# Гливенко, Валерий Иванович
Валерий Иванович Гливенко (21 декабря 1896 (Григорианский календарь) / 2 января 1897 (Юлианский календарь), Киев — 15 февраля 1940,  Москва) — советский математик и логик, с 1928 профессор Московского педагогического института им. К. Либкнехта, доктор физико-математических наук.

## Биография
Окончил Московский университет (1925). Преподавал в Московском индустриальном педагогическом институте, который был объединен с Московским педагогическим институтом (сейчас Московский педагогический государственный университет), пока не умер в возрасте 43 лет.
Основные труды посвящены логике, основаниям математики, теории функций действительного переменного, теории вероятностей и математической статистике. Изучал математические рукописи К. Маркса.

## Труды
- Гливенко В. И. Интеграл Стилтьеса, 1936
  - Интеграл Стилтьеса / В. И. Гливенко. - 2-е изд., испр. - Москва : URSS, 2007. - 216 с.; ISBN 978-5-382-00134-0
- Гливенко В. И. Понятие дифференциала у Маркса и Адамара. // Под знаменем марксизма, 1934, № 5, С.79-85
- Glivenko, V. Théorie générale des Structures, 1938

## Ссылка
- Биография на math.ru (рус.)
- Гливенко, Валерий Иванович (англ.) в проекте «Математическая генеалогия»
- М. М. Новосёлов. Гливенко // Новая философская энциклопедия : в 4 т. / пред. науч.-ред. совета В. С. Стёпин. — 2-е изд., испр. и доп. — М. : Мысль, 2010. — 2816 с.
- фото